# La reine du crime présente
La reine du crime présente est une série de téléfilms d'histoire alternative britannique mettant en scène la romancière Agatha Christie se trouvant mêlée à des affaires de meurtre réelles.
Le premier téléfilm a été diffusé sur Channel 5 au Royaume-Uni le 23 décembre 2018.

## Téléfilms

### L'Affaire Florence Nightingale(2018)

#### Fiche technique
- Titre original : Agatha and the Truth of Murder (trad. litt. : « Agatha et la vérité du meurtre »)
- Réalisation : Terry Loane
- Scénario : Tom Dalton
- Diffusion : le 23 décembre 2018 sur Channel 5 et le 9 mai 2021 sur France 3

#### Distribution
- Dean Andrews : Wade Miller
- Ruth Bradley : Agatha Christie
- Bebe Cave : Daphne Miller
- Amelia Rose Dell : Rosalind
- Richard Doubleday : le facteur Wilson
- Derek Halligan : Mr Todd, le gardien
- Blake Harrison : Travis Pickford
- Pippa Haywood : Mabel Rogers
- Stacha Hicks : Florence Nightingale Shore
- Ralph Ineson : Détective Inspecteur Dicks
- Brian McCardie (en) : Sir Hugh Persimmion
- Michael McElhatton : Sir Arthur Conan Doyle
- Tim McInnerny : Randolph
- Clare McMahon : Carlo, la secrétaire d'Agatha
- Liam McMahon : Archibald Christie
- Seamus O'Hara : PC Spencer
- Luke Pierre : Zaki Hanachi
- Joshua Silver : Franklin Rose
- Samantha Spiro : Pamela Rose

#### Résumé
En 1926, Agatha Christie se retrouve dans une situation difficile lorsque les frasques de son mari infidèle l’empêchent d'avoir la sérénité nécessaire à l'écriture de ses romans policiers. Elle est approchée par une femme, Mabel Rogers, qui cherche de l'aide pour résoudre le meurtre de son amie, Florence Nightingale Shore, qui avait été assassinée dans un train.
Agatha décide de disparaître quelques jours et rassemble tous les suspects dans une maison isolée, se faisant passer pour la représentante d'un riche américain recherchant ses héritiers.

#### Commentaire
L'intrigue utilise des éléments de romans policiers classiques, et la disparition de 11 jours en 1926 d'Agatha Christie. Elle contient également des références aux romans de Christie, tels que L'homme au costume marron, dont le titre apparaît comme un titre dans une coupure de journal. Le meurtre de Florence Nightingale Shore et le personnage de Mabel Rogers sont basés sur des personnes et des événements réels.

### La Malédiction d'Ishtar(2019)

#### Fiche technique
- Titre original : Agatha and the Curse of Ishtar
- Réalisation : Sam Yates
- Scénario : Tom Dalton
- Diffusion : 15 Decembre 2019 sur Channel 5[3] et le 16 Mai 2021 sur France 3

#### Distribution
- Lyndsey Marshal : Agatha Christie
- Jonah Hauer-King : Max Mallowan
- Stanley Townsend (en) (VF : Michel Dodane) : Sir Constance Bernard
- Jack Deam : Leonard Woolley
- Katherine Kingsley (VF : Véronique Augereau) : Katharine Woolley
- Waj Ali : Ezekiel
- Rory Fleck Byrne (VF : Olivier Jankovic) : Marmaduke
- Bronagh Waugh : Lucy Bernard
- Crystal Clarke : Pearl Theroux
- Liran Nathan : Faisal
- Walles Hamonde : Ahkam
- Waleed Elgadi : Dr. El-Memar
- Daniel Gosling : Hugo

#### Résumé
Décidée d'oublier son divorce, Agatha Christie décide de rejoindre des amis archéologues en Irak. Elle y rencontre un jeune archéologue, Max Mallowan, et est rattrapée par un meurtre qu'elle tentera de résoudre.

#### Production
Ce téléfilm a été tourné à Malte en même temps que Les Meurtres de minuit.

### Les Meurtres de minuit(2020)

#### Fiche technique
- Titre original : Agatha and the Midnight Murders
- Réalisation : Joe Stephenson
- Scénario : Tom Dalton
- Diffusion : 5 Octobre 2020 sur Channel 5 [4] au Royaume-Uni et le 23 mai 2021 sur France 3

#### Distribution
- Helen Baxendale : Agatha Christie
- Blake Harrison : Travis Pickford
- Jacqueline Boatswain : Audrey Evans
- Gina Bramhill : Grace Nicory
- Daniel Caltagirone : Eli Schneider
- Thomas Chaanhing : Frankie Lei
- Scott Chambers : Clarence Allen
- Vanessa Grasse : Nell Lewis
- Jodie McNee : PC O'Hanauer
- Elizabeth Tan : Jun Yuhuan
- Morgan Watkins (en) : Rocco Vella
- Alistair Petrie : Sir Malcolm Campbell

#### Résumé
Tandis qu'une pluie de bombes s'abat sur Londres en 1940, Agatha essaie de vendre son dernier roman à un homme d'affaires Chinois pour échapper à l'impôt. Elle se retrouve coincée dans l'abri anti-aérien d'un hôtel avec les autres clients pendant une alerte.